# Відцентровий вентилятор

Відцентровий вентилятор

Відцентро́вий вентиля́тор (англ. centrifugal fan) — обертальна лопатева машина, яка за рахунок відцентрових сил, що виникають при обертанні, збільшує питому енергію повітря або інших газів, викликає безперервний їх потік при відносному максимальному стисненні, що не перевершує 1,3. Використовується для переміщення не агресивних газоподібних середовищ з температурою не вище від 80°С, які містять липкі, волокнисті а також пилоподібні речовини за концентрацій не вище від 100 г/м³. Для вентиляторів двостороннього всмоктування з розміщенням пасової передачі в робочій камері вентилятора переміщуване середовище повинно мати температуру не вищу за 60°С.
Відцентровий вентилятор являє собою розміщене в спіральному корпусі лопаткове колесо, при обертанні якого повітря, що надходить через вхідний отвір попадає в канали між лопатками колеса та під дією відцентрової сили переміщується цими каналами, збирається спеціальним кожухом і спрямовується в його випускний патрубок.
Відцентрові вентилятори складаються з трьох основних частин — колесо з лопатками (ротор турбіна), спіральний корпус та станина з валом та підшипниками.
Відцентрові колеса звичайного типу складаються з лопаток, переднього диска (кільце), і заднього диска із маточиною.
Литі або точені маточини, необхідні для посадження (з'єднання) коліс на вали, приєднують заклепками, кріплять болтами чи приварюють до задніх дисків. До дисків в свою чергу приєднують лопатки, які для цих цілей відбортовують або оснащують кутниками.
Лопатки зазвичай укріпляють між переднім та заднім дисками. Вентилятори спеціального призначення, наприклад пилові, виготовляють з консольним розміщенням лопаток без переднього диска(відкрите колесо). Колеса частіше всього виготовляють з листового металу з використанням заклепкових з'єднань, але зустрічаються і литі колеса. При виготовленні коліс для димососів широко використовують зварювання.
Широкі колеса в цілях більшої міцності іноді забезпечують тягами, що з'єднують передні кільця із маточинамими.
Зазор між колесом та вхідним патрубком кожуха не повинен перевищувати 1% від діаметра колеса. Вплив зазору збільшується із зменшенням швидкохідності, так як навіть при незначній кількості протікаючого крізь нього повітря, доля останнього загальній кількості засмоктуваного повітря стає значною.
Спіральні кожухи виготовляють в основному із листової сталі із застосуванням зварних або заклепкових з'єднань. Спіральні кожухи великих розмірів встановлюють на самостійні опори, а малі вентилятори кріплять на станини.
Станини в основному зварюють із сталі. На станинах, в підшипниках розміщують вали. Колеса (турбіни) на валах закріплюють шпонками та стопорними болтами.
Колеса на вали частіше всього розташовують консольно. При двобічному всмоктуванні, консольне розміщення колеса на валу не використовується. встановлення коліс на валах між двома опорами забезпечує стійкіший режим роботи вентилятора, але ускладнює конструкцію, монтаж та приєднання його до повітря-проводу.
Беззаперечні переваги в плані надійності, компактності, економічності та безшумності мають вентилятори, колеса яких насаджені безпосередньо на вал двигуна, але таке з'єднання рекомендується при малих розмірах вентилятора. В великих вентиляторах колеса з валами двигуна можна з'єднувати за допомогою проміжних муфт.
Вентилятори облаштовані для переміщення димових газів називають димососами, а для переміщення повітря засміченого механічними домішками — пиловими вентиляторами.